# 김해수 (1917년)
김해수(金海洙)경감은 영월발전소 탈환작전을 이끈 47인 결사대의 영웅으로 2016년 4월의 호국인물, 2018년도 7월의 6․25전쟁영웅으로 선정되어 충무무공훈장을 수여받았다.

## 생애
1924년 9월 6일 강원도 통천군 고저읍 출생이다. 1948년 7월, 서울에 위치한 경찰전문학교에 경찰간부후보생 3기로 입교하였다. 강원도 경찰에 배속되어 경위로 재직 중이었으나 전쟁 발발 후 전투경찰 제8대대에 편성되어 작전지역인 영월에서 북한군을 맞았다. 1950년 7월 북한군의 수중에 들어간 영월지역 탈환을 위해 결사대를 편성하여 영월 녹전리 재진입 도중 북한군과 조우하자 치열한 교전을 벌여 적 73명을 사살하고 전사하였다.

## 영월발전소 탈환작전
7월 1일경, 적의 대대적 공세에 강원도 경찰은 대부분 남하하였지만 영월 지역은 반드시 사수할 것을 결의했다. 영원을 10만 kw의 전력을 생산하는 화력발전소가 있을 뿐 아니라 중석광산 등이 위치해 있고 함백, 마차 등의 탄광지대에 인접해 있어 전략적으로 가치가 높은 지역이었기 때문이다. 강워도 비상경비사령관 윤명운 경무관은 즉시 강원도경찰학교장 김인호 총경을 영월지구전투사령관으로 임명하고 전경 제8대대와 홍천, 인제의 병력 100여 명으로 영월 방어부대를 편성하였다.
영월지구전투부대의 투혼으로 영월지역은 7월 2일부터 수차례의 공방전이 계속되었다. 일시 영월 점유에 성공하였으나 5일, 중원과 삼옥 방면에서 우회한 적의 침입으로 영월을 포기하여야만 했다. 하지만 영월탈환의 집념을 버리지 않고 7일 아침, 상동으로 철수한 전경 제1중대에 영월 공격을 명령하였고 중대는 김해수 당시 경위가 중심이 되어 47인의 결사대를 편성, 8일 오후, 영월 녹전리 송현치로 기동하였다.
14시, 결사대는 송현치에서 적을 만재한 트럭과 맞닥뜨려 선제 일제사격을 가하면서, 적진으로 돌격하였다. 그러나 끊임없이 현장으로 몰려드는 적은 대규모로 아군 특공대를 포위하였고 전투는 육탄전으로 돌변하였다. 이 와중에서 제 목숨을 아끼지 않고 작전을 지휘한 김해수 결사대장은 적이 발사한 박격포탄의 파편이 관통해 전사하였고 이어 석상익 경위의 지휘하에 전투를 계속하였으나 석 경위마저 전사하여 결국 전투는 24명 전사, 7명 부상의 기록을 남기고 종결되었다.
강원도 전투경찰대는 이 패배의 치욕을 갚고자 3중대, 5중대 등을 증원하여 영원을 재탈환하고자 했지만, 결국 성공하지 못했다. 그러나 김해수 경감의 살신성인적 전투 자세를 비롯한 강원도 전투경찰의 활약으로 적의 진공을 지연시키는 데는 크게 기여하였던 것으로 평가된다.

## 녹전전투 추념제전
전투가 벌어진 영월군 녹전리에는 호국경찰전적비가 우뚝 서서 매년 추념제전이 성대히 열리고 있다. 비록 전투를 승리로 이끌지는 못하였지만 부족한 전력과 화력에도 불구하고 자신의 목숨을 아끼지 않고 적진으로 뛰어든 김해수 경감과 47인 결사대의 용맹은 오늘날까지 경찰의 자랑이자 강원의 자랑으로 널리 칭송되고 있다.

## 같이 보기
- 이 달의 호국인물
- 이 달의 6·25 전쟁영웅
- 6·25 전쟁

## 참고 문헌
- 전쟁기념관
- 2018년도 이달의 625전쟁영웅 보도자료